# Mas de las Matas

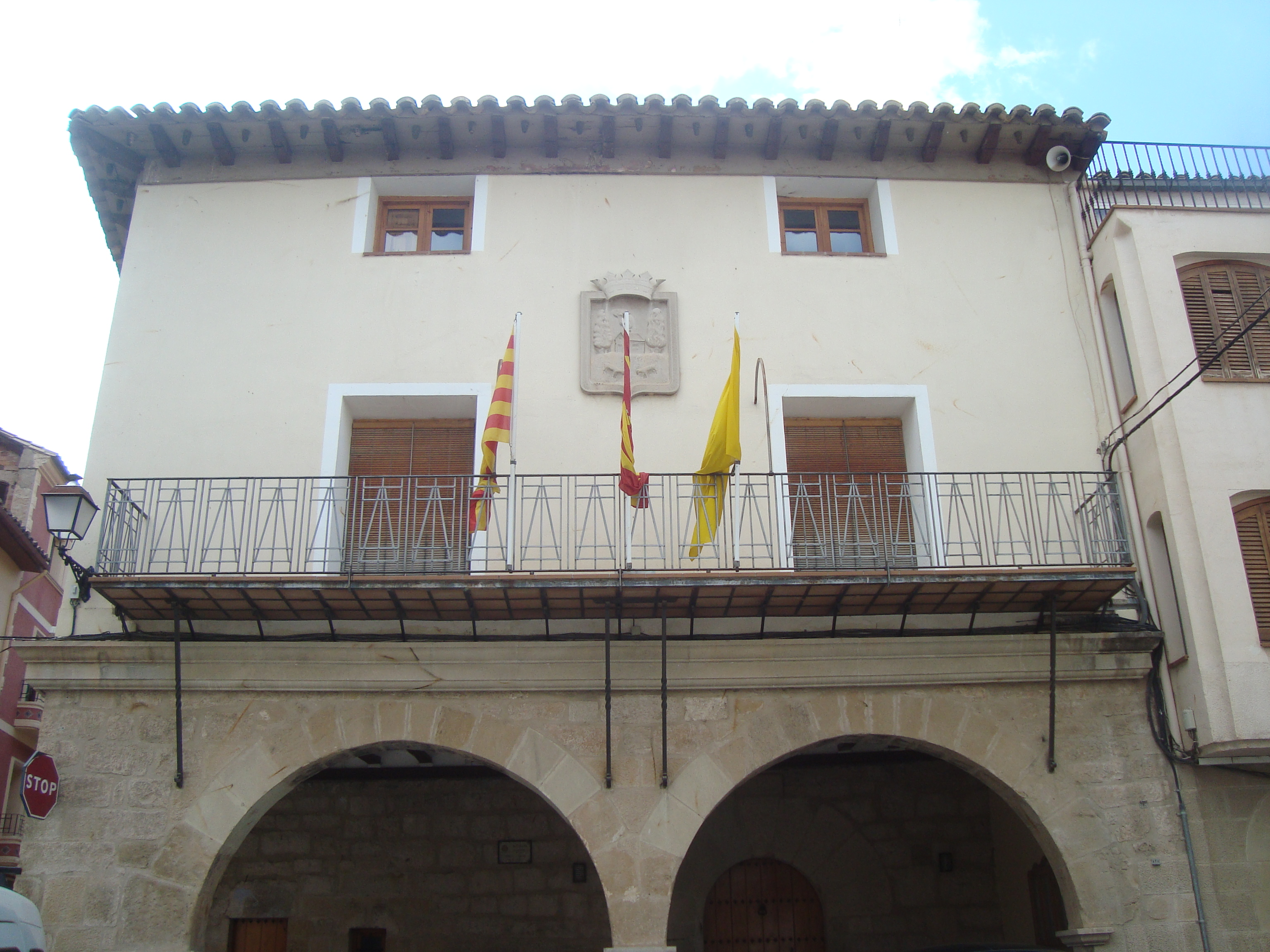
Mas de las Matas

Mas de las Matas è un comune spagnolo di 1 272 abitanti situato nella comunità autonoma dell'Aragona.

## Altri progetti

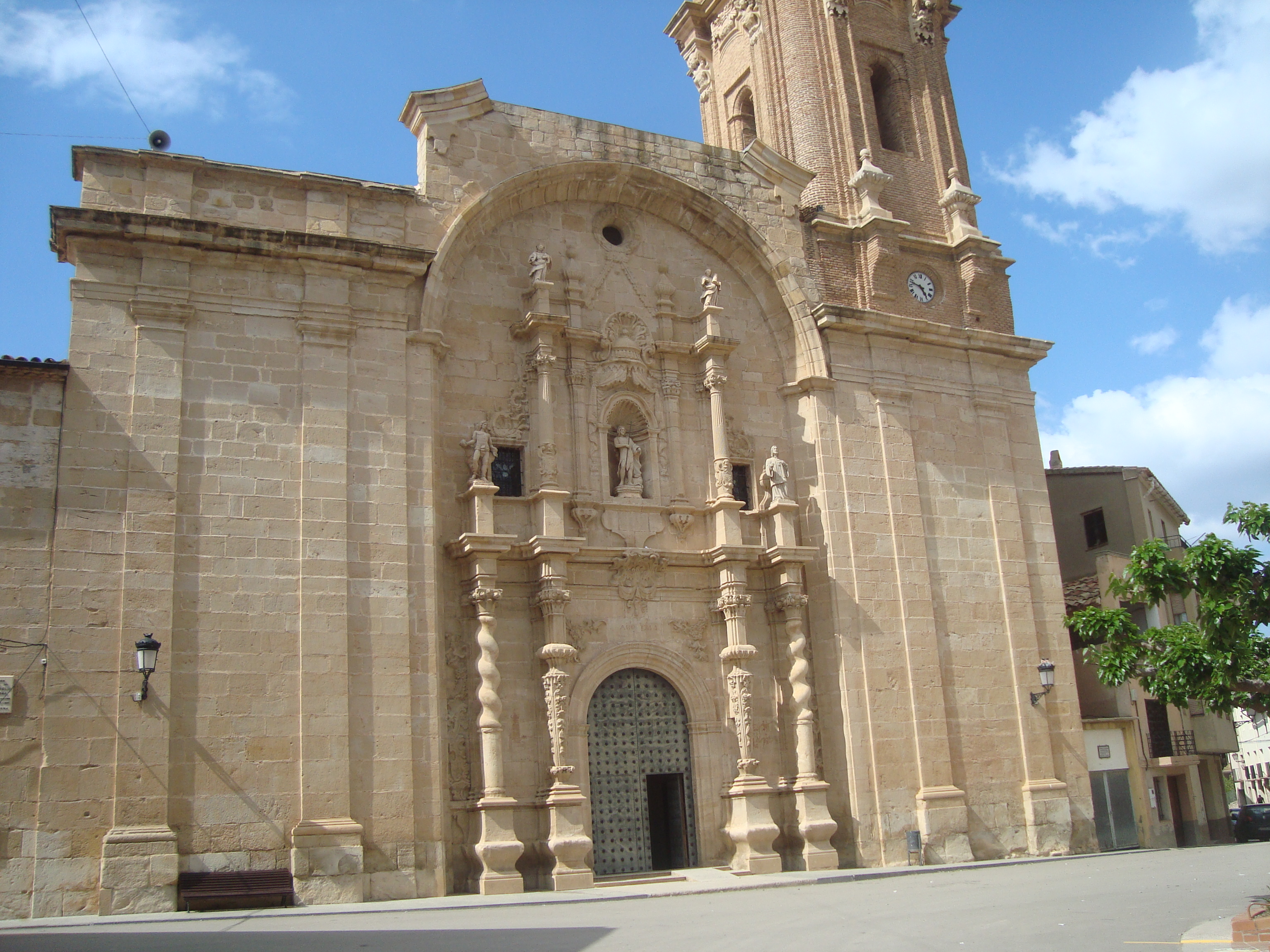
Mas de las Matas